# Zeche Mühle
Die Zeche Mühle in Essen-Werden-Bredeney ist ein ehemaliges Steinkohlenbergwerk. Das Bergwerk befand sich im Heissiwald. Das Bergwerk wurde mehrmals stillgelegt und wieder in Betrieb genommen. Die Zeche Mühle gehörte zu den Gründungsmitgliedern des Vereins für Bergbauliche Interessen.

## Bergwerksgeschichte
Im Jahr 1834 wurde ein Längenfeld verliehen. Das Bergwerk war im Jahr 1836 in Betrieb, anschließend wurde es bis zum Jahr 1842 in Fristen gelegt. Im Jahr 1848 war das Bergwerk wieder in Betrieb, wurde aber nach kurzer Betriebszeit wieder stillgelegt. Im Jahr 1857 wurde mittels Stollenbau Steinkohle abgebaut. Im Jahr 1858 war das Bergwerk noch in Betrieb, später wurde es erneut stillgelegt. Im Jahr 1869 wurde das Bergwerk, nachdem es mehrere Jahre stillgelegt war, wieder in Betrieb genommen. Das Bergwerk gehörte zu dieser Zeit zum Bergrevier Altendorf. In den Jahren 1869 bis 1872 war das Bergwerk zwar in Betrieb, es fand jedoch kein Abbau statt. In den Jahren 1877 bis 1880 war das Bergwerk erneut stillgelegt. Ab dem Jahr 1881 war das Bergwerk wieder in Betrieb. Im Jahr 1888 wurde das Bergwerk erneut stillgelegt. Im Jahr 1890 wurde das Bergwerk wieder in Betrieb genommen. In einem Baufeld von 30 Metern streichender Länge wurden zwei Flöze in Verhieb genommen. In diesem Jahr fand nur eine unwesentliche Gewinnung statt. Im September des Jahres 1900 wurde die Zeche Mühle aufgrund von Absatzmangel stillgelegt. Um Streitigkeiten mit den Nachbarbergwerken zu vermeiden, wurden die Feldesgrenzen des Bergwerks von der Bergbehörde verlochsteint.

## Förderung und Belegschaft
Die ersten Förderzahlen stammen aus dem Jahr 1836, es wurden 3164 ½ preußische Tonnen Steinkohle gefördert. Die ersten bekannten Belegschaftszahlen stammen aus dem Jahr 1858, in diesem Jahr waren zwei Bergleute auf dem Bergwerk beschäftigt. In den Jahren 1869 bis 1872 arbeiteten zwischen einem und vier Bergleute auf dem Bergwerk. Im Jahr 1873 wurden von 18 Bergleuten 1506 Tonnen Steinkohle gefördert. Im Jahr 1881 förderten sieben Bergleute 927 Tonnen Steinkohle. Die maximale Förderung wurde im Jahr 1883 erbracht, es wurden 2166 Tonnen Steinkohle gefördert. Diese Förderung wurde von 16 Bergleuten erbracht. Im Jahr 1885 wurden mit vier Bergleuten 525 Tonnen Steinkohle gefördert. Die gleiche Förderung wurde im Jahr 1887 von nur zwei Bergleuten erbracht. Die letzten bekannten Belegschafts- und Förderzahlen des Bergwerks stammen aus dem Jahr 1900, mit zwei Bergleuten wurden 45 Tonnen Steinkohle abgebaut.